# Rivula caledonica
Rivula caledonica là một loài bướm đêm trong họ Erebidae.